# Federazione calcistica del Ghana
La Federazione calcistica del Ghana (in inglese Ghana Football Association, acronimo GFA) è stato l'ente che governava il calcio in Ghana.
Fondata nel 1957, si affiliò alla FIFA e alla CAF nel 1958. Ha sede nella capitale Accra e controlla il campionato nazionale, la coppa nazionale e la nazionale di calcio del paese.
Il 7 giugno 2018 è stata sciolta "con effetto immediato" in seguito ad uno scandalo di corruzione che ha coinvolto dirigenti, arbitri e funzionari. 